# Joan Ryan
Pour les articles homonymes, voir Ryan.
Joan Marie Ryan (née le 8 septembre 1955) est une femme politique britannique qui est députée pour Enfield Nord de 1997 à 2010 et de 2015 à 2019. Elle étudie la sociologie et enseigne, avant de devenir conseillère travailliste au conseil de l'arrondissement de Barnet à Londres en 1990, où il occupe le poste de leader adjoint du conseil de 1994 à 1998. 
Elle est whip du gouvernement auprès de Tony Blair de 2002 à 2006, ministre déléguée aux Affaires intérieures chargée des cartes d’identité de 2006 à 2007 et représentante spéciale du Premier ministre à Chypre de 2007 à 2008, année de sa destitution. 
Elle perd son siège aux Élections générales britanniques de 2010 après le scandale des notes de frais de députés et est directrice de campagne adjointe de NOtoAV lors du Référendum britannique sur le mode de scrutin de 2011. 
Elle est réélue à Enfield North aux élections générales de 2015. Elle préside le groupe Friends of Israel (LFI) au sein du parti et est critique vis-à-vis de Jeremy Corbyn. Elle quitte le parti travailliste pour rejoindre le groupe indépendant en 2019, affirmant que Corbyn "présidait à une culture d'antisémitisme et de haine d'Israël". Avant de partir, elle avait perdu un vote de confiance de la part de son parti local. 

## Formation
Elle est née à Warrington, dans le Lancashire. Elle fréquente des écoles locales avant d'étudier l'histoire et la sociologie au Collège d'enseignement supérieur de la ville de Liverpool. Elle obtient son diplôme en 1979 et étudie ensuite la sociologie à l’école polytechnique de South Bank, où elle obtient son diplôme en 1981. Elle enseigne la sociologie et la politique à Hammersmith et travaille également comme intervieweuse pour le Imperial War Museum dans les années 1980,. 

## Carrière politique

### Conseil de Barnet, 1990–1998
Elle est élue conseillère au Barnet London Borough Council pour le Parti travailliste en 1990. Elle est présidente du comité des politiques et des ressources en 1994, avant de devenir vice-présidente du conseil plus tard dans la même année, jusqu'en 1998 .

### Gouvernements Blair et Brown, 1997-2010
Elle est élue députée travailliste d’Enfield North aux élections générales de 1997 . Au cours de ses premières années en tant que députée, elle est connue comme défenseur des Chypriotes grecs dans sa circonscription et aux Communes, ainsi que comme opposante à Ken Livingstone lors de la création de l'Autorité du Grand Londres (GLA). Elle siège au conseil d'administration du Parti travailliste de Londres et défend le processus de sélection pour les candidats à la mairie, qui est accusé de partialité . 
Elle est nommée Secrétaire parlementaire privé d'Andrew Smith en 1998 et whip adjointe en 2002 . En janvier 2001, Ryan vote en faveur d'une interdiction de la chasse. Elle est nommée ministre adjointe du Home Office dans le remaniement de Tony Blair en mai 2006 . 
En 2006-2007, elle est la ministre responsable du système controversé de carte d'identité, porté par le gouvernement de l'époque,. 
En juin 2007, elle devient vice-présidente du parti travailliste. Elle est démise de ses fonctions de ministre du Home Office et nommée représentante spéciale du Premier ministre à Chypre. En septembre 2008, Siobhain McDonagh révèle qu'elle a demandé la présentation des candidatures à la direction avant la conférence annuelle du parti. Elle déclare qu'il est temps que la "direction et le leadership" du parti fassent l'objet d'un débat ouvert. Gordon Brown l'a alors démise de ses fonctions à Chypre et au parti travailliste. 

### Controverses sur les frais de mandat
En octobre 2007, le Evening Standard signale que Ryan a déclaré des dépenses de 173 691 £ au cours de l'année d'imposition 2006/2007, le plus élevé de tous les députés de Londres. Elle est le deuxième plus gros demandeur de l'année d'imposition précédente. En mai 2007, Ryan a voté en faveur du projet de loi sur la liberté d’information (amendement) de David Maclean, qui aurait gardé secrets les détails des dépenses parlementaires. 
Lors du Scandale des dépenses du Parlement du Royaume-Uni, The Daily Telegraph révèle en mai 2009 que Ryan a dépensé 4 500 £ de dépenses pour une résidence secondaire à Enfield avant de la "renverser" avec sa résidence principale, un appartement du sud de Londres. Entre 2004 et 2008, elle a désigné son domicile à Enfield, qui se trouve dans sa circonscription, comme résidence secondaire. Elle désigne sa résidence principale au cours de cette période comme un appartement du sud de Londres qu’elle a acheté en 2004. Elle a dépensé 1 045 £ en réparations et rénovations dans la résidence secondaire en 2007/2008, et 3 624 £ en 2008/2009. Les travaux sont couverts par l’allocation pour frais supplémentaires (ACA). 
En réponse au rapport, Ryan déclare qu’elle n’a présenté aucune demande de rénovation dans son appartement du sud de Londres et qu’elle n’a donc pas " retourné " les propriétés afin de maximiser le bénéfice des indemnités. Elle déclare au Telegraph que, lorsqu'elle était au gouvernement, les règles lui imposaient de désigner son appartement comme résidence principale, car il se trouvait le plus près du Parlement. Après avoir quitté le gouvernement, elle décide de la remplacer par la maison d’Enfield car elle est «revenue à y passer plus de temps». Dans le rapport de vérification des dépenses présenté par Thomas Legg en février 2010, il a été demandé à Ryan de rembourser 5 121,74 £ pour les demandes de remboursement d’intérêts hypothécaires. Au moment de la publication du rapport, elle n'a payé que 322,45 £. En réponse à son rôle dans le scandale des dépenses, un groupe de campagne formé en 2013 et intitulé «Apologize, Joan» lui demande de présenter des excuses publiques . 

### Hors Parlement, NOtoAV 2010-2015
Lors de l'élection générale de 2010 Ryan est battue par le candidat conservateur Nick de Bois par 1 692 voix. Après avoir perdu son siège, elle est nommée directrice générale du Global Tamil Forum, puis directrice adjointe de la campagne NOtoAV .
En mars 2013, Ryan annonce qu'elle souhaite être investie par le parti travailliste pour la circonscription d'Enfield North aux élections générales de 2015 . Après sa nouvelle sélection, plusieurs électeurs écrivent à son journal local, le Enfield Advertiser, suggérant que les électeurs n'ont pas encore oublié les révélations concernant ses dépenses en 2009 . Elle retrouve son siège à la Chambre des communes avec une majorité de 1 086 voix. 

### Député travailliste 2015-2019
En août 2015, Ryan devient présidente des Labour Friends of Israel. Lors de la campagne pour l'Élection à la direction du Parti travailliste britannique de 2015, elle exhorte les électeurs à choisir un candidat qui, au gouvernement, pourrait "jouer un rôle constructif et engagé dans la recherche cruciale d'une" Solution à deux États pour résoudre le Conflit israélo-palestinien. En particulier, elle note les "préoccupations profondes" qui découlent, selon elle, des positions adoptées par Jeremy Corbyn et des "questions graves qui en découlent".

#### Vote de confiance
Le 6 septembre 2018, le parti travailliste de sa circonscription adopte une motion de censure à son égard. Elle l'accuse d'avoir agi comme un «député indépendant en son nom», d'avoir proféré de fausses accusations d'antisémitisme et d'avoir alimenté un «procès par les médias» en diffamant Jeremy Corbyn . Ryan impute sa défaite aux "Trots, staliniens et communistes" qui, selon elle, sont entrés dans le parti travailliste d'Enfield North, et déclare: "Je tiens à préciser que je ne démissionnerai pas. Je suis travailliste de bout en bout et je continuerai à me battre et à défendre les valeurs du Labour. " . 

### Groupe indépendant
Ryan quitte le Parti travailliste le 19 février 2019 pour rejoindre le groupe indépendant d'anciens députés travaillistes, accusant Corbyn et la "clique stalinienne qui l'entoure" de ne pas fournir d'opposition effective  et de "présider une culture d'antisémitisme et de haine d'Israël".     